# 韓國核子武器開發計畫
大韩民国核武器開發計劃始於20世紀70年代。
當時美國調走一部分駐韓美軍。因擔心朝鲜民主主义人民共和国侵攻韓國考慮實行獨立核開發，韓國總統朴正熙在1975年一次新聞發布會第一次提到欲開發核武器並向法國尋求協助，但因美國反對下法國最終決定不移交其核技術。
韓國的核武器研究計劃在1975年4月23日以其批准核不擴散條約暫時結束，但一般認為韓國的技術仍可一至三年內擁有核武器。